# 2014年冬季奧林匹克運動會比利時代表團
2014年冬季奧林匹克運動會比利時代表團是比利時所派出的2014年冬季奧林匹克運動會代表團，共有七名運動員參與五項目賽事。

## 花式滑冰
比利時取得1個名額。
- 男子個人滑 – Jorik Hendrickx（英语：Jorik Hendrickx）

## 競速滑冰
依照2012–13年ISU競速滑冰世界盃、2013年世界單程距離競速滑冰世界盃，比利時在下列項目取得參賽席位：
- 男子1500公尺
  - 巴爾特·斯溫斯
- 男子5000公尺
  - 巴爾特·斯溫斯
- 男子10000公尺
  - 巴爾特·斯溫斯
- 女子1500公尺
  - Jelena Peeters
- 女子3000公尺
  - Jelena Peeters

## 外部連結
- Belgium at the 2014 Winter Olympics（页面存档备份，存于）